# 아파치 전쟁
아파치 전쟁(Apache Wars)은 1849년부터 1886년까지 남서부 지역에서 미국 육군과 다양한 아파치족 부족 연합이 벌인 일련의 무력 충돌로, 사소한 적대 행위는 1924년까지 계속되었다. 1846년 멕시코-미국 전쟁 이후 미국은 정착민과 아파치 부족의 본거지였던 멕시코로부터 분쟁 지역을 물려받았다. 새로운 미국 시민이 전통적인 아파치 땅에 들어와 가축과 농작물을 기르고 광물을 채굴하면서 갈등은 계속되었다.
미 육군은 아파치족 전쟁 집단과 싸우기 위해 요새를 건설하고 인디언 제거법에 따라 미국이 지정한 인디언 보호구역으로 아파치족을 강제로 이동시켰다. 일부 보호 구역은 아파치족이 차지했던 전통적인 지역이 아니었다. 1886년에 미군은 5,000명 이상의 군인을 전투에 투입했고, 그 결과 제로니모와 그의 추종자 30명이 항복했다. 시민과 아파치 사이에 갈등이 계속되었지만 일반적으로 이것은 아파치 전쟁의 끝으로 간주된다. 남부연합군은 1860년대 초 텍사스 전쟁에 잠시 참전한 후 뉴멕시코주와 애리조나주에서 열린 미국 남북전쟁에 투입되었다.